# Amayé-sur-Seulles
Amayé-sur-Seulles (Amayé-sur-Seullesⓘ) – miejscowość i gmina we Francji, w regionie Normandia, w departamencie Calvados.
Według danych na rok 1990 gminę zamieszkiwało 158 osób, a gęstość zaludnienia wynosiła 28 osób/km² (wśród 1815 gmin Dolnej Normandii Amayé-sur-Seulles plasuje się na 728. miejscu pod względem liczby ludności, natomiast pod względem powierzchni na miejscu 829.).